# Bryce Courtenay
Bryce Courtenay (n. 14 august 1933 – d. 22 noiembrie 2012) a fost un scriitor australian născut în Johannesburg, Africa de Sud.